# Pseudophegopteris kashmiriana
Pseudophegopteris kashmiriana är en kärrbräkenväxtart som först beskrevs av Fraser-jenk., och fick sitt nu gällande namn av Mazumdar. Pseudophegopteris kashmiriana ingår i släktet Pseudophegopteris och familjen Thelypteridaceae. Inga underarter finns listade.